# Ел Калабозо, Ранчо де Мехија (Туспан)
Ел Калабозо, Ранчо де Мехија (шп. El Calabozo, Rancho de Mejía) насеље је у Мексику у савезној држави Халиско у општини Туспан. Насеље се налази на надморској висини од 1224 м.

## Становништво
Према подацима из 2010. године у насељу је живело 5 становника.

### Хронологија
| Година       | 2000       | 2005       | 2010 |
| ------------ | ---------- | ---------- | ---- |
| Становништво | 14 (8 / 6) | 11 (6 / 5) | 5    |

### Попис
| # | Индикатор                     | Вредност |
| - | ----------------------------- | -------- |
| 1 | Укупно домаћинстава           | 2        |
| 2 | Укупно насељених домаћинстава | 2        |
| 3 | Величина локације             | 1        |